# František Holec
František Holec (26. října 1925, Krahulčí – 1. dubna 2011, Praha) byl český historik, archivář a v letech 1974–1987 ředitel Archivu hlavního města Prahy.

## Život
František Holec se narodil v roce 1925 v Krahulčí u Telče. V letech 1949–1986 pracoval v Archivu hlavního města Prahy, kde byl od roku 1974 ředitelem. 
Byl zakladatelem a dlouholetým redaktorem sborníku Documenta Pregensia, v letech 1966–1986 redaktorem Pražského sborníku historického, v letech 1975–1990 členem redakční rady Sborníku archivních prací, aktivním členem komise památkové péče rady NVP a členem muzejní rady Muzea hl. m. Prahy.

## Dílo
- 1966 – Minulost Prahy v dokumentech Archivu hlavního města Prahy : Katalog výstavy poř. v září a říjnu 1966. 1. část - do roku 1848 (společně s Jiřím Čarkem)
- 1969 – Praha a její slavná minulost v dokumentech : Katalog výstavy poř. v červenci a v srpnu 1969 Archivem hl. m. Prahy v Bratislavě. 1. část, Do roku 1848 (společně s Jiřím Čarkem)
- 1988 – Hrady, zámky a tvrze v Čechách, na Moravě a ve Slezsku. VII, Praha a okolí
- 1996 – Kronika královské Prahy a obcí sousedních. Díl IV., Připojené obce a zaniklé osady
- 1996–2014 – Hořké vzpomínání : z dopisů a vzpomínek chlapců pétépáků PTP
- 2006 – Archiv hlavního města Prahy : kapitoly z dějin 1851-2001